# Kfar Szold
Kfar Szold (Hebreu: כפר סאלד) és un kibbutz que es troba a la Vall d'Hula a Israel.

## Història
El Quibuts Kfar Szold, es va fundar a començaments dels anys 1940 per immigrants jueus d'Hongria, d'Àustria, i d'Alemanya, i va ser anomenat en honor de Henrietta Szold, la persona que va fundar Hadassah, una organització sionista de dones. Durant Segona Guerra Mundial, Szold va ajudar rescatar a nens de l'Holocaust, i els va fer portar a Palestina durant el Mandat Britànic, a llocs com el quibuts Kfar Szold.
El dia 9 de gener de 1948, aproximadament 200 àrabs van travessar la frontera siriana, i van atacar el Quibuts, com a represàlia per l'atac del Haganà contra un poble àrab que estava a prop de Al-Khisas, unes quantes setmanes abans. L'Exèrcit britànic, va unir les seves forces amb el defensors jueus, fent servir foc d'artilleria, i va aconseguir abatre a 25 atacants.
Abans de la Guerra dels Sis Dies l'any 1967, Kfar Szold era un objectiu constant per l'artilleria siriana que disparava des dels Alts del Golan. El dia 21 de juliol de l'any 2006, un coet Katiuixa va ser llançat per la guerrilla Hezbollah del Líban, i va colpejar un nombre de comunitats agrícoles de la vall de Hula, entre elles Kfar Szold. Els atacs van causar un gran nombre de ferits.

## Economia
Els productes agrícoles principals del kibbutz són pomes, fruites cítriques, alvocats, blat de moro, síndries i bestiar. A banda de l'agricultura, el quibuts opera una fàbrica de metall Lordan, especialitzant en instruments que condueixen calor i fluids. Com molts altres quibuts, Kfar Szold té una pensió per a viatgers. El quibuts també té un jardí d'escultures. Com que el quibuts està en un procés de privatització, diversos negocis i serveis locals són proporcionats pels seus membres.